# Erseka
Erseka (albánsky také Ersekë) je město ležící v Albánii. Nachází se asi 900 m n. m. a je nejvýše položeným městem země. Ve městě se nachází Etnografické muzeum.